# Tomasz Bondarczuk-Galiński
Tomasz Henryk Bondarczuk-Galiński (ur. 21 grudnia 1887 we Włodawie, zm. po 1969) – major dyplomowany saperów Wojska Polskiego.

## Życiorys
Urodził się 21 grudnia 1887 we Włodawie, w rodzinie Wincentego. 19 sierpnia 1920 roku został zatwierdzony z dniem 1 kwietnia 1920 roku w stopniu kapitana, w piechocie, w grupie oficerów byłych Korpusów Wschodnich i byłej armii rosyjskiej. Był wówczas oficerem 24 pułku piechoty. 1 czerwca 1921 roku pełnił służbę w Inspekcji Etapów 6 Armii, a jego oddziałem macierzystym był wówczas 44 pułk Strzelców Kresowych. Wiosną 1922 roku został przeniesiony z korpusu oficerów piechoty (40 pułk piechoty Dzieci Lwowskich) do korpusu oficerów inżynierii i saperów z równoczesnym wcieleniem do 9 pułku saperów.
3 maja 1922 roku został zweryfikowany w stopniu kapitana ze starszeństwem z dniem 1 czerwca 1919 roku i 14. lokatą w korpusie oficerów inżynierii i saperów. W tym samym roku został słuchaczem III Kursu Normalnego Wyższej Szkoły Wojennej w Warszawie. Z dniem 1 października 1924 roku, po ukończeniu kursu i otrzymaniu dyplomu naukowego oficera Sztabu Generalnego, został przydzielony do Oddziału IIIa Biura Ścisłej Rady Wojennej w Warszawie, którego szefem był ówczesny pułkownik Tadeusz Kutrzeba. W czasie studiów i służby sztabowej pozostawał oficerem nadetatowym 9 pułku saperów w Brześciu. 1 grudnia 1924 roku awansował na majora ze starszeństwem z dniem 15 sierpnia 1924 roku i 6. lokatą w korpusie oficerów inżynierii i saperów. 20 lutego 1928 roku został przeniesiony do Oddziału III Sztabu Generalnego na stanowisko szefa wydziału.
Z dniem 2 stycznia 1929 roku został przeniesiony do 4 pułku saperów na stanowisko dowódcy X batalionu saperów. 23 grudnia 1929 roku został przeniesiony do 6 batalionu saperów w Brześciu nad Bugiem na stanowisko zastępcy dowódcy batalionu. 28 stycznia 1931 roku został wyznaczony na stanowisko pełniącego obowiązki dowódcy 6 batalionu saperów.
W 1932 roku inspektor armii, generał dywizji Aleksander Osiński kwalifikując oficerów stwierdził, że jest to „oficer sztabowy ustalonego charakteru. Bardzo sumienny, pracowity z dużą energią. Jako dowódca baonu dobrze wywiązujący się ze swych zadań kierowniczych, wychowawczych i wyszkoleniowych. Dobry żołnierz i obywatel. Zasługuje na awans tegoroczny”. W październiku 1933 roku generał Osiński wydał kolejną opinię o treści: „bardzo dobry, stanowczy i twardy dowódca z dużym zapasem energii i pomysłowości, bardzo dobry instruktor i wychowawca. Wyszkolenie w baonie prowadzą bardzo dobrze, podkreślając znaczenie sapera w linii przy współpracy z piechotą. Zasługuje na awans”. Mimo tych pozytywnych opinii nie został awansowany, lecz z dniem 31 grudnia 1933 roku przeniesiony w stan spoczynku. W 1934 roku pozostawał w ewidencji Powiatowej Komendy Uzupełnień Warszawa Miasto III. Posiadał przydział do Oficerskiej Kadry Okręgowej Nr I. Był wówczas „przewidziany do użycia w czasie wojny”.
W czasie okupacji niemieckiej pełnił służbę w Komendzie Głównej Armii Krajowej na stanowisku wojskowego szefa komunikacji.

## Ordery i odznaczenia
- Krzyż Walecznych
- Medal Niepodległości (29 grudnia 1933)[23]
- Srebrny Krzyż Zasługi (16 marca 1928)[24]
- Medal Zwycięsta („Médaille Interalliée”) (zezwolenie Naczelnika Państwa w 1921)[25]